# КК Вриједноснице Осијек
КК Вриједноснице Осијек је хрватски кошаркашки клуб из Осијека. У сезони 2021/22. клуб се такмичи у Премијер лиги Хрватске и Другој Јадранској лиги.

## Историја
Клуб је основан 1980. године под именом Омладински кошаркашки клуб Дарда. Клуб се тада такмичио у Републичкој и Међуопштинској кошаркашкој лиги СФРЈ. Почетком рата у Хрватској клуб је престао да буде активан. Поново је активиран 20. августа 2004. под именом КК Дарда. Две године касније име је промењено у КК Вриједноснице Осијек Дарда. Током 2014. године клуб се преселио из Дарде у Осијек и од тада је име КК Вриједноснице Осијек.
У сезони 2009/10. клуб је по први пут заиграо у највишем рангу хрватске кошарке, А1 лиги. Од сезоне 2021/22. клуб је почео да се такмичи у Другој Јадранској лиги.

## Имена клуба
- ОКК Дарда: 1980–1991
- Клуб је био неактиван због рата: 1991–1998
- ШКК Дарда: 1998–2004
- КК Дарда: 2004–2006
- КК Вриједноснице Осијек Дарда: 2006–2014
- КК Вриједноснице Осијек: 2014–пресент